# 多喜茂
多喜 茂（たき しげる、1966年4月 - ）は日本の建築家。1991年3月 金沢工業大学大学院修士課程修了 1991年4月 日建設計に入社。

## 略歴
- 1966年4月生まれ。
- 1991年3月 金沢工業大学大学院修士課程修了
- 1991年4月 ㈱日建設計に入社

## 代表作
- 関西外国語大学 中宮キャンパス インターナショナル・コミュニケーション・センター
- 関西外国語大学 中宮キャンパス7号館

## 受賞歴
- 大阪都市景観建築賞大阪府知事賞
- BCS賞